# Jewgeni Sergejewitsch Popow
Jewgeni Sergejewitsch Popow (russisch Евгений Сергеевич Попов, englische Transkription Yevgeniy Popov; * 25. April 1976 in Krasnojarsk) ist ein russischer Bobpilot.
Jewgeni Popow begann 1996 mit der Teilnahme an Wettbewerben des Bobsports. Ins nationale Bobteam stieg er bereits ein Jahr später auf. Popow fährt sowohl bei der Zweier- als auch bei der Vierer-Bobkonkurrenz mit. Zu seinen wichtigsten Anschiebern gehören bzw. gehörten Dmitri Stjopuschkin, Dmitri Trunenkow, Alexei Andrjunin, Roman Oreschnikow und Pjotr Makartschuk. Seit dem Jahr 2004 gehört er in beiden Bobklassen zur Weltspitze im Bobsport.
In seiner ersten Weltcupsaison 2004/2005 kam er nicht über einen sechsten Platz im 2er-Bobrennen von Altenberg nicht hinaus. In der darauffolgenden Saison feierte er im Viererbob mit dem dritten Platz in Cesana Pariol den ersten Podestplatz seiner Karriere. Mit drei Weltcupsiegen und zwei zweiten Plätzen war die Saison 2006/2007 seine bislang erfolgreichste. In der Viererbob-Konkurrenz holte er in dieser Saison den Weltcupgesamtsieg. Bei den Olympischen Winterspielen von Turin im Jahr 2006 belegte er den neunten Rang im Vierer- sowie den 18. Rang im Zweierbob.
Seit der Saison 2007/08 stagnierte Popow in seinen Leistungen. Zur Saison 2008/09 begannen sie sich merklich zu verschlechtern. Nachdem Popow eine Zusammenarbeit mit dem Verband bei der Materialverbesserung verweigerte, musste er Ende 2008 das Weltcupteam verlassen.